# 吉田紘司
吉田 紘司（よしだ こうじ、1942年4月1日 - ）は、日本の経営者。滋賀県出身。

## 経歴
1965年に京都大学経済学部経営学科を卒業し、同年にトヨタ自動車工業に入社。
1996年6月に取締役に就任し、1999年6月に光洋精工専務に就任した。2001年6月に社長に就任し、2006年に発足したジェイテクトでも引き続き社長を務め、2007年6月には副会長に就任した。2009年6月に会長を経て、2011年6月に相談役に就任。